# Microbotryum paucireticulatum
Microbotryum paucireticulatum är en svampart som beskrevs av Vánky 2004. Microbotryum paucireticulatum ingår i släktet Microbotryum och familjen Microbotryaceae.   Inga underarter finns listade i Catalogue of Life.